# Stazione di Dōshishamae
La stazione di Dōshishamae (同志社前駅?, Dōshishamae-eki) è una stazione ferroviaria della città di Kyōtanabe, nella prefettura di Kyoto in Giappone. Essa è gestita dalla JR West e serve la linea Katamachi (linea Gakkentoshi).

## Linee
JR West
■ Linea Katamachi

## Struttura
La stazione è costituita da un marciapiede laterale servito da un solo binario, trovandosi la stazione su una tratta a binario singolo.
| 1 | ■ Linea Katamachi | per Kizu e Nara                       |
| 1 | ■ Linea Katamachi | per Shijōnawate, Kyōbashi e Amagasaki |

## Stazioni adiacenti
| ≪               | Servizio                       | ≫               |
| Linea Katamachi | Linea Katamachi                | Linea Katamachi |
| --------------- | ------------------------------ | --------------- |
| JR Miyamaki     | Locale Rapido Regionale Rapido | Kyōtanabe       |